# Thorsten Neumann

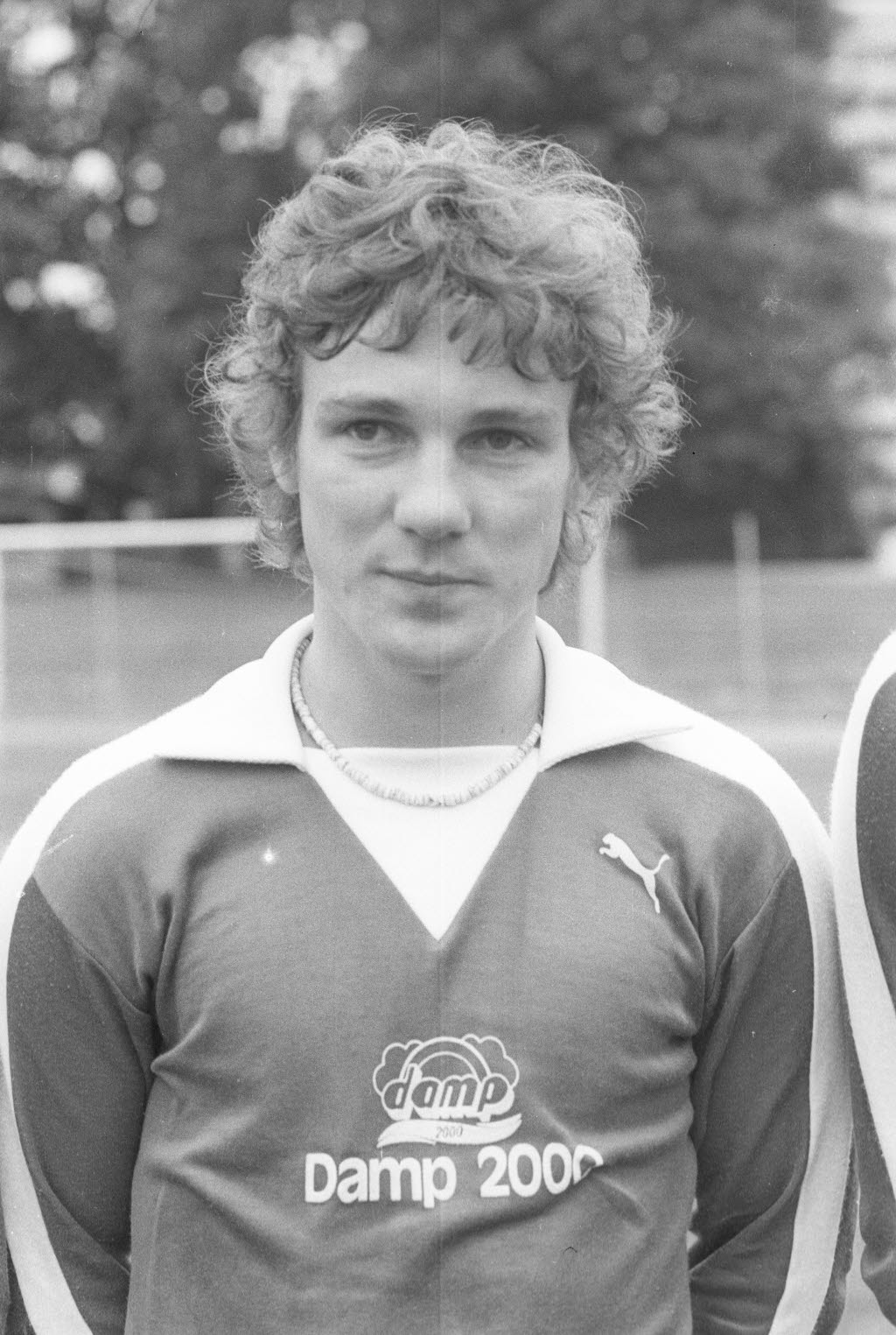
Thorsten Neumann (1978)

Thorsten Neumann (* 31. Oktober 1955) ist ein ehemaliger deutscher Fußballspieler.

## Laufbahn
Neumann spielte während seiner gesamten Fußball-Vereinslaufbahn für Holstein Kiel, beginnend im Alter von zehn Jahren. Mit der Landesauswahl Schleswig-Holsteins wurde er als B-Jugendlicher deutscher Meister.
1973 wurde er in Holsteins Herrenmannschaft hochgezogen. 1978 stieg der Verteidiger und Mittelfeldmann mit den Kielern in die 2. Fußball-Bundesliga auf. Dort stand Neumann bis zum Abstieg 1981 in 70 Spielen auf dem Platz (drei Tore). Insgesamt bestritt er für Holsteins Ligamannschaft bis 1984 276 Einsätze.
Neumann, der Pharmazie studierte und 1983 an der Christian-Albrechts-Universität zu Kiel seine Doktorarbeit vorlegte (Titel: „Enantioselektive Reduktionen von Iminen zu primären und sekundären Aminen mit chiralen Amin-Boranen“), wurde beruflich als Betreiber einer Apotheke tätig.